# مرتاد الأفلام
مرتاد الأفلام (بالإنجليزية: The Moviegoer)‏ هي أول رواية من تأليف الكاتب ووكر بيرسي، نُشرت لأول مرة في الولايات المتحدة عام 1961 من قبل دار فينتاج للنشر (Vintage Books). وقد حازت الرواية على جائزة الكتب الوطنية. وقد تضمنتها مجلة تايم في قائمة «أفضل 100 رواية إنجليزية في الفترة من 1923 إلى 2005». وفي عام 1998، حظيت الرواية على المرتبة الستون في قائمة أفضل 100 رواية إنجليزية في القرن العشرين والتي تصدرها دار «Modern Library». ولاحقًا تكفلت دار ميثيون «Methuen» بنشرها في المملكة المتحدة.
وقد تأثرت تلك الرواية بشدة بالسمات الوجودية التي يتميز بها بعض المؤلفين مثل سورين كيركغور، والذي عكف بيرسي على قراءة كتاباته بتمعن. وعلى خلاف الكثير من الروايات الوجودية التوجيهية المأساوية (ومن بينها أعمال بيرسي اللاحقة)، تتميز رواية مرتاد الأفلام بنبرة رقيقة شاعرية. وقد حازت تلك الرواية على إعجاب واسع من الجماهير. وهي أولى روايات بيرسي، وأكثرهن شهرة، وهي التي نصبته كأحد كبار الأدباء في جنوب الولايات المتحدة. وتستمد الرواية كذلك بعض الجوانب من مؤلفات دانتي، حيث نرى ذلك واضحًا عند مقارنة سمات حياة بينكس بولينغ بحياة راوي ملحمة الكوميديا الإلهية.

## ملخص الأحداث
تروي لنا الرواية حكاية بينكس بولينغ؛ شاب يافع يعمل كسمسار بورصة في نيو أورلينز في فترة ما بعد الحرب. وكنتيجة لتلاشي التقاليد في الولايات المتحدة الجنوبية، ومشاكله المستمرة مع عائلته، والتجربة المفجعة التي خاضها في حرب كوريا، صار بولينغ في معزل عن حياته الواقعية. فقد صار ينفق أغلب وقته في أحلام اليقظة، وتعسر عليه إتمام علاقات طويلة الأمد، وأصبح يضجر من حياته الروتينية ولجأ إلى الأفلام والكتب هربًا منها حيث وجد فيها معنى وإثارة لحياته.
وتتابع أحداث الرواية المتباعدة حال «مرتاد الأفلام» ذات نفسه، بينكس بولينغ، وهو في أمس الحاجة إلى الخلاص والتوبة من الشر والإثم الذي ارتكبه في الماضي. وفي كرنفال عيد ماردي جرا الذي يقام كل عام في نيو أورلينز، تتحرر بولينغ من حياته الاعتيادية الرتيبة وانطلق في رحلة جديدة، في مهمة يسعى فيها إلى العثور على الرب. وفيها ظل يجول شوارع نيو أورلينز ثم شيكاغو بلا هدف أو اتجاه معين، ثم شق طريقه إلى ساحل الخليج الأمريكي، وظل يراقب البيئة المحيطة به ويتفاعل معها طوال رحلته. وتخللت رحلته لحظات فلسفية توقف تأمل فيها أحوال الناس الذين تصادف بهم في طريقه. فرغم أنه يتوق إلى حياة مبهمة ومفتوحة أمام جميع الاحتمالات الممكنة، فهو لا يزال مرغمًا على أن يحدد حياته بما يتناسب مع علاقته بأصدقائه وعائلته وأعزائه وحياته العملية.
وعلق بينكس قائلًا: «قد تتسائل في حيرة: فماذا كانت غايتك من تلك الرحلة إذن؟ في الواقع إن الأمر بسيط للغاية، على الأقل بالنسبة لشخص مثلي. فهو بسيط لدرجة أنه من المتوقع أن تتغافله: تلك الرحلة هي الواجب الذي يضعه المرء على عاتقه حينما يجد نفسه غارقًا في رتابة حياته اليومية.»

## النسخة المصورة
حاول مخرج الأفلام تيرينس ماليك أن ينتج فيلمًا عن تلك الرواية في الثمانيات، ولكن عدل عنه في النهاية. في ديسمبر عام 2005، بعد حلول إعصار كاترينا المدمر بشهور قليلة، علق ماليك قائلًا: «لا أظن أن نيو أورلينز التي صورها ذلك الكتاب لا تزال قائمة على حالها حتى الآن.»

## روابط خارجية
- مرتاد الأفلام على موقع الموسوعة البريطانية (الإنجليزية)